# جوناثان ميلر
جوناثان ميلر (بالإنجليزية: Jonathan Miller)‏ (و. 1934 – م) هو ممثل، وكاتِب، ومخرج مسرحي، من المملكة المتحدة، ولد في لندن، هو عضوٌ في الأكاديمية الأمريكية للفنون والعلوم، وكلية الأطباء الملكية.

## التعليم
تعلم في جامعة كامبريدج، وكلية لندن الجامعية، وكلية سانت جونز.

## مناصب وهيئات
أدار كلية لندن الجامعية، وجامعة ساسكس.

## جوائز وترشيحات
حصل على جوائز منها:
- جائزة لورنس أوليفيه
- قائد وسام الامبراطورية البريطانية.

ترشح لـ:
- جائزة توني لأفضل إخراج مسرحي [الإنجليزية]‏ (1986).

## وصلات خارجية
- جوناثان ميلر على موقع IMDb (الإنجليزية)
- جوناثان ميلر على موقع الموسوعة البريطانية (الإنجليزية)
- جوناثان ميلر على موقع الموسوعة البريطانية (الإنجليزية)
- جوناثان ميلر على موقع مونزينجر (الألمانية)
- جوناثان ميلر على موقع ميوزك برينز (الإنجليزية)
- جوناثان ميلر على موقع أول موفي (الإنجليزية)
- جوناثان ميلر على موقع قاعدة بيانات برودواي على الإنترنت (الإنجليزية)
- جوناثان ميلر على موقع إن إن دي بي (الإنجليزية)
- جوناثان ميلر على موقع ديسكوغز (الإنجليزية)
- جوناثان ميلر على موقع قاعدة بيانات الفيلم (الإنجليزية)